# Silent Sam

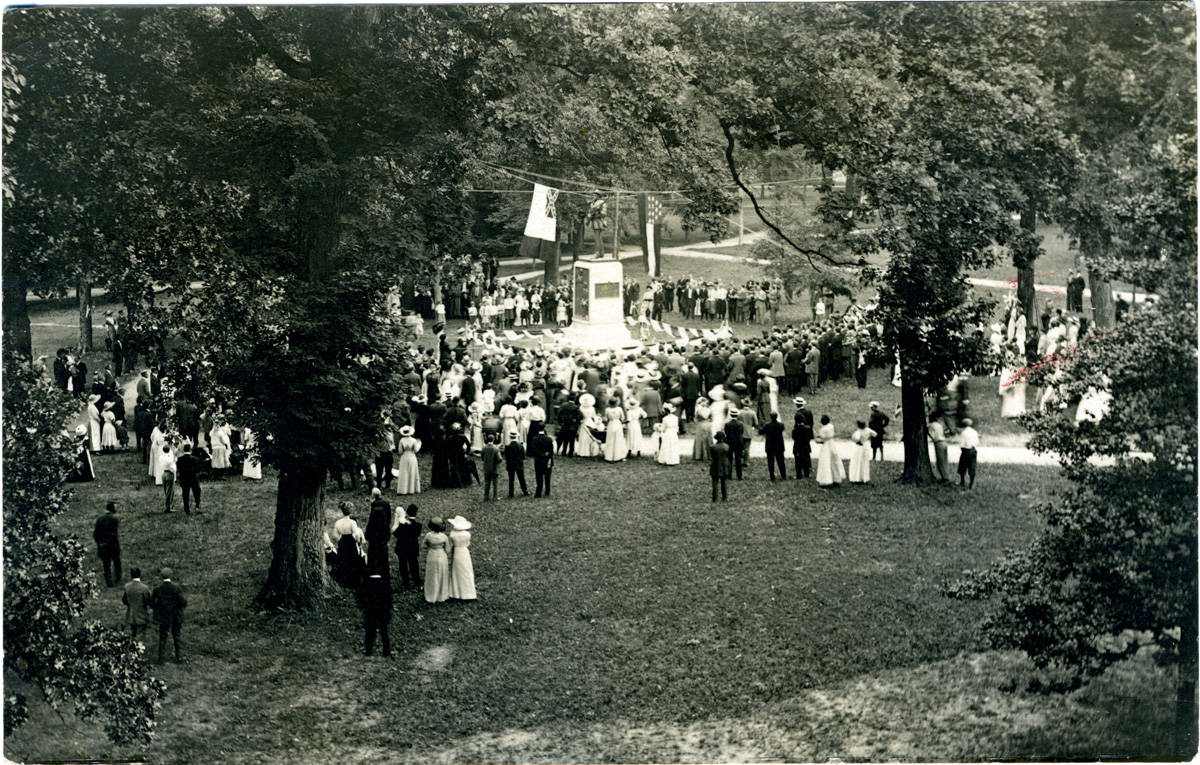
Invigningen av minnesmärket 1913

Silent Sam, eller Confederate Monument, är en bronsstaty, som stått på McCorkle Place på University of North Carolina at Chapel Hill i Chapel Hill i North Carolina i USA mellan 1913 och 2018. Statyn föreställer en konfedererad vaktpost och skapades av den kanadensiske skulptören John A. Wilson. Han skapade vad som kallas en "silent statue" genom att inte avbilda någon patronväska på soldatens bälte. Sådana utseenden var vanliga för sådana vaktpoststatyer som vid denna tid skapades i nordstaterna och ofta massproducerades.
Initiativtagare till ett konfedererat minnesmärke på University of North Carolina var delstatens avdelning av United Daughters of the Confederacy 1907. 
Statyns vara eller icke vara började diskuteras på 1960-talet och den vandaliserades då flera gånger under medborgarrättsrörelsen i USA. Anmaningar till att ta bort statyn blev starkare på 2010-talet, och 2018 betecknade universitetets rektor Carol Folt minnesmärkets fortsatta varande på universitetet som skadligt för universitetet.
Styrelsen för University of North Carolina at Chapel Hill rekommenderade i december 2018 att ett "University History and Education Center" skulle inrättas på universitetsområdet, men förslaget förkastades av styrelsen för hela University of North Carolina. Sockeln och dess plaketter togs bort i januari 2019 under hänvisning till allmän säkerhet. I augusti 2018 vältes statyn ned av demonstrerande studenter.
Som ett svar till Sons of Confederate Veterans donerade University of North Carolina i november 2019 statyn till denna organisation tillsammans med ett belopp för underhåll, med villkoret att statyn inte fick resas i ett countyn som inrymmer något av universitetets enskilda läroanstalter.